# Lois Mitchell
Lois Elizabeth Mitchell z d. Boulding (ur. 22 czerwca 1939 w Vancouver) – kanadyjska biznesmenka i filantropka, osiemnasty gubernator porucznik prowincji Alberty.

## Życiorys
Lois Mitchell urodziła i wychowała się w Vancouver. Studiowała wychowanie fizyczne na Uniwersytecie Kolumbii Brytyjskiej. Po ukończeniu studiów w 1961 roku pracowała dwa lata jako nauczycielka w Kolumbii Brytyjskiej. Później przeprowadziła się do Calgary. Jest uważana za jedną z najważniejszych osób w Calgary. W 2012 została odznaczona Orderem Kanady.
20 maja 2015 Mitchell została mianowana przez gubernatora generalnego Kanady, Davida Johnstona, gubernatorem porucznikiem Alberty, zastępując Donalda Ethella.